# Пошаковский, Ян Антоний
Ян Антоний Пошаковский (14 февраля 1684, Шедува, Трокское воеводство — 3 июня 1757 или 9 июня 1757, Несвиж, Новогрудское воеводство) — иезуит, педагог, историк, теолог и издатель. Доктор философии (1718).

## Биография
Происходил из дворян Упитского повета. Учился в Ковно, новициате в Вильно, в Несвижском коллегиуме (1702—1703), Виленской академии.
С 1700 года — иезуит, с 1713 года — священник.
В 1714—1715 годах — преподавал поэтику и риторику в Ковно.
В 1715—1716 годах — преподавал в Крожах.
В 1717—1718 годах — был префектом школы в Ковно.
В 1718—1721 годах — преподавал философия в Вильно, был директором курсов и заведующим хозяйством Несвижского коллегиума.
В 1722—1735 годах — воспитатель Иеронима Флориана Радзивилла, сына Михаила Радзивилла Рыбоньки.
В 1735—1739 годах — ректор Слуцкого иезуитского коллегиума.
В 1739—1742 годах — ректор Несвижского коллегиума.
В 1742—1756 годах — духовник и писарь в Несвиже.
В 1756—1757 годах — преподавал французский язык и всемирную историю в Несвижском коллегиуме.
Умер в Несвиже.

## Творчество
В Несвиже была возможность пользоваться библиотечными сборами Радзивиллов, благодаря чему написал ряд теологических, полемических и исторических работ.
Главной заслугой Яна Пошаковского считается издание календарей. В 1737—1749 годах издал в Вильне двадцать «Политических календариков». Тем самым, он стал основоположником периодической печати в Вильно. В отличие от предыдущих календарей, он исключил из них астрологию, прогностику и различные суеверия. В календарях критиковалась гелиоцентрическая система Н. Коперника, перечислялись астрономические явления, печатались сведения по истории и культуре Великого княжества Литовского. основной целью таких календарей было приучить молодежь к прочтению исторических исследований. В 1739 году в иезуитских учебных заведениях было введено преподавание истории. Яна Пошаковского считают первым популяризатором исторической науки в ВКЛ.
Автор книг по истории Реформации:
- «История лютеранства» («Hіstorіa luterska», Вильно, 1745)
- «История кальвинизма» («Hіstorіa kalwіńska», Варшава, 1747)
- «История про начало отделения Англиканской церкви» («Hіstorіa o początku odszczepіeństwa Koścіoła Anglіkańskіego», Варшава, 1748)

Составил биографический словарь иезуитов ВКЛ.
Последние годы своей жизни исследовал историю церкви в Речи Посполитой, работа осталась незавершенной.